# Кобилка темнокрила
Кобилка темнокрила (Stauroderus scalaris) — вид прямокрилих комах з родини саранових (Acrididae).

## Морфологія
Довжина тіла самця 18—22 мм, самиці 22—29 мм. Тіло зеленувато-буре або темно-зелене. Вусики значно довші за голову й передньогруди разом узяті. Передньоспинка темно-зелена з буруватими малопомітними кілями. Надкрила димчасто- або жовтувато-бурі, до вершини чорнуваті, без плям. Крила темно-бурі. Стегна задніх ніг рудувато-бурі, гомілки задніх ніг червонувато-руді.

## Екологія
Трапляється на узліссях, перелогових землях.